# Montierung

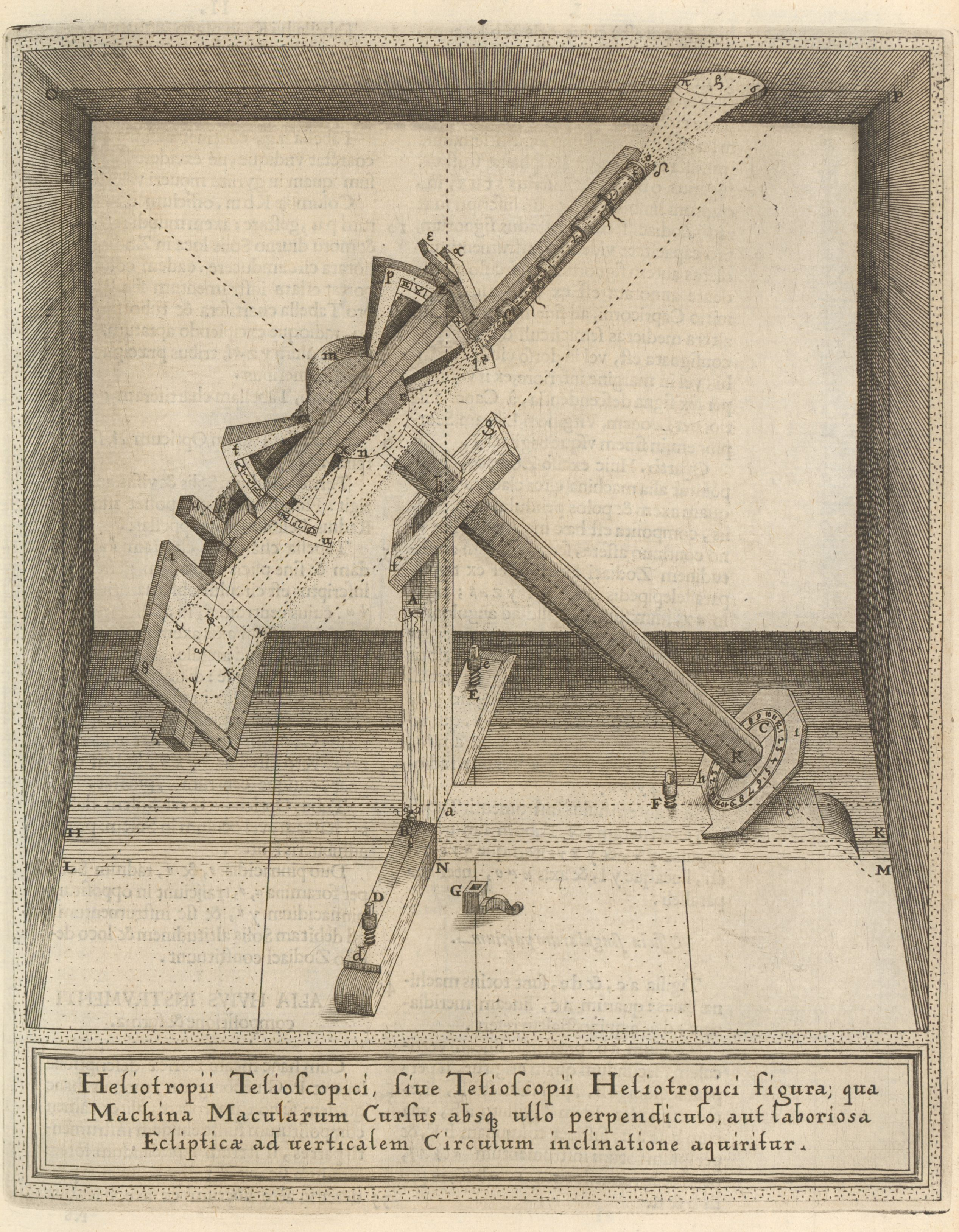
Der von Christoph Grienberger entwickelte Ursprungstyp der parallaktischen Montierung

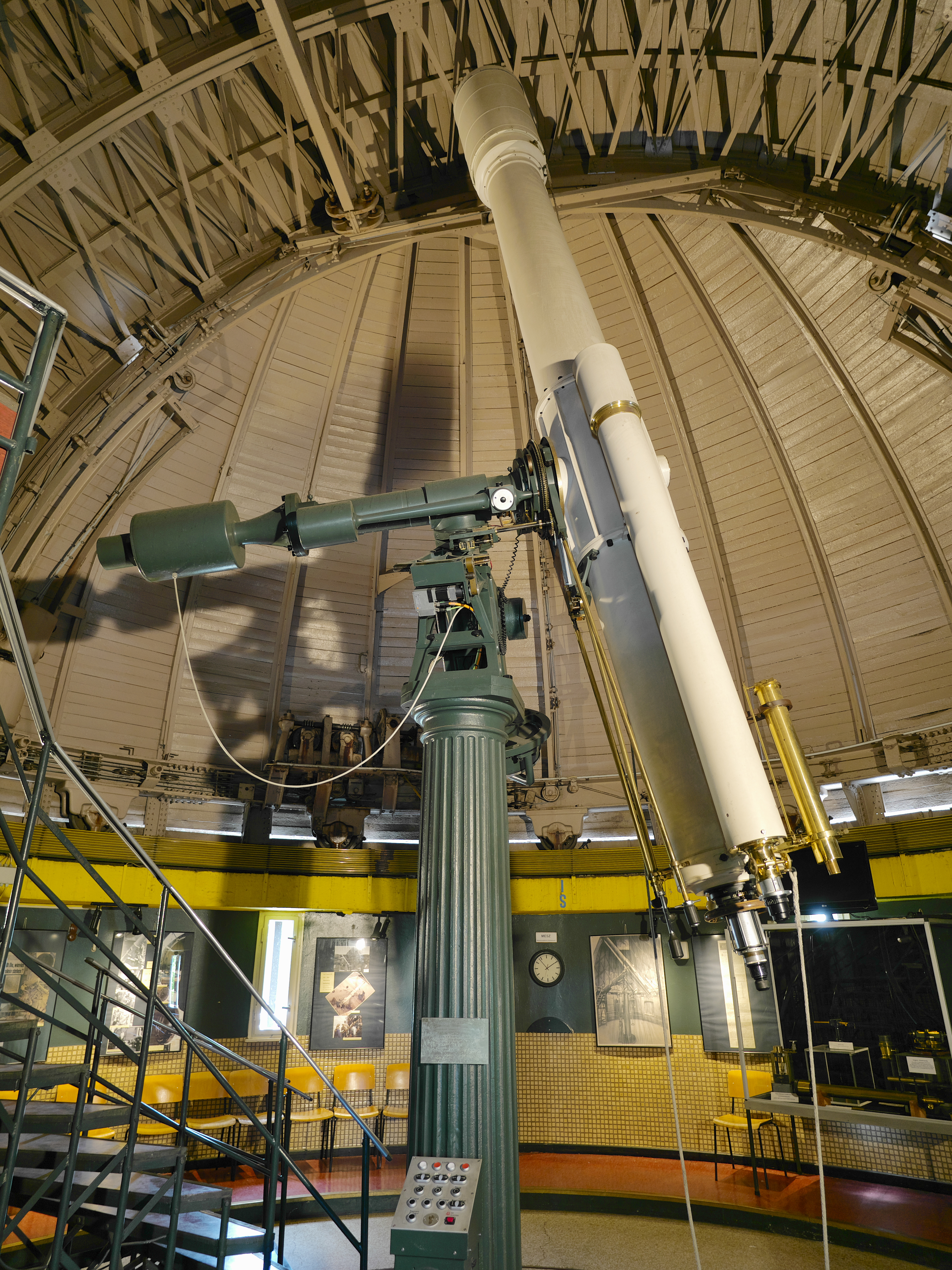
Parallaktische Montierung – Bamberg-Refraktor in Berlin

Eine Montierung ist in der praktischen Astronomie sowie der experimentellen Physik eine Befestigung für ein optisches System mit der Möglichkeit, dieses in seiner Bewegung und Position fein zu justieren und zu steuern. In der Physik kann dies eine Lichtquelle (z. B. Lampe oder Laser), eine Anordnung aus Spiegeln oder ein Messinstrument (Spektrometer) sein. In der Astronomie soll es folgende Aufgaben erfüllen:
1. ein Beobachtungsinstrument (meist ein Teleskop oder eine Kamera) zu tragen und es auf ein gewünschtes Himmelsobjekt zu richten
2. die Erddrehung zu kompensieren. Die Nachführung des Beobachtungsinstruments kann von Hand oder durch einen motorischen Antrieb erfolgen. Das Beobachtungsinstrument bleibt so über einen langen Zeitraum auf bestimmte Koordinaten des Sternhintergrundes gerichtet
3. Beobachtungsobjekte, die sich relativ zum Sternhintergrund merklich bewegen, genau zu verfolgen. Dies betrifft Kometen, Planetoiden und Erdsatelliten, kaum hingegen Mond und Planeten. Hierzu muss die Montierung über weitere Antriebe, eventuell auch Achsen verfügen. Die erforderlichen Daten für die Computersteuerung kommen aus einem Programm zur Bahnbestimmung.

Bei einfachen Montierungen reduzieren sich die Möglichkeiten auf den ersten und maximal den zweiten Aspekt.

## Parallaktische (äquatoriale) Montierungen
Die parallaktische Montierung, auch äquatoriale Montierung genannt, ist eine Vorrichtung zum Halten und Bewegen eines Teleskops, bei der, im Gegensatz zu anderen Montierungstypen, eine der Achsen genau parallel zur Erdachse ausgerichtet ist. Diese wird Stundenachse oder Rektaszensionsachse genannt. Der Vorläufer der parallaktischen Montierung wurde von Christoph Grienberger zwischen 1610 und 1630 entwickelt, um seinem Ordensbruder Christoph Scheiner die Beobachtung und das Zeichnen der Sonnenflecken über einen längeren Zeitraum zu erleichtern.
Die Stundenachse ist bezüglich des Horizonts um den Winkel der geografischen Breite des Beobachtungsortes geneigt. Sie weist genau auf den Himmelspol, der sich auf der Nordhalbkugel der Erde in der Nähe des Polarsterns befindet. Die zweite, darauf senkrecht stehende Achse weist zum Himmelsäquator und wird Deklinationsachse genannt. An ihr ist das Teleskop und ein Gegengewicht auf eine solche Weise befestigt, dass das Gesamtsystem im mechanischen Gleichgewicht ist. Der Drehwinkel des Teleskops um diese zweite Achse entspricht der Himmelskoordinate Deklination des jeweils angezielten Gestirns.
Vielfach befinden sich an beiden Achsen Teilkreise, um die Gestirne mit Hilfe der Koordinaten aufzufinden.

### Vorteile
Die schräge Lage der Rektaszensionsachse gegenüber dem Erdboden bei der parallaktischen Montierung erlaubt es, die durch die Erddrehung verursachte scheinbare Bewegung der Gestirne, die sogenannten Sternbahnen, während der Beobachtung durch eine entsprechende Gegenbewegung um nur diese eine Achse zu kompensieren. Man kann so jedes Himmelsobjekt genau im Gesichtsfeld des Teleskops halten (Nachführung). Bei anderen Montierungstypen, zum Beispiel der Azimutalmontierung, sind dazu Bewegungen um mindestens zwei Achsen notwendig.
Parallaktische Montierungen können im einfachsten Fall manuell durch eine Feinbewegung an der Rektaszensionsachse nachgeführt werden. Um bei der Astrofotografie lange Belichtungszeiten von mehreren Minuten oder gar Stunden zu ermöglichen, ist es sinnvoll, einen motorischen Antrieb einzusetzen. Dies erfordert ein genaues Ausrichten der Montierung entlang der Erdachse, zum Beispiel mit Hilfe eines Polsuchers, ansonsten kommt es zu einem Drift in der anderen Achse. Schrittmotoren mit entsprechender Steuerung ermöglichen es, das Teleskop auf ein Beobachtungsobjekt zu richten und dieses dann exakt gemäß der Geschwindigkeit der Erddrehung zu verfolgen. Ohne eine solche Nachführung würde es zu einer Strichspuraufnahme kommen und die Objekte würden sich sogar aus dem Gesichtsfeld bewegen. Bei ungenügender Ausrichtung des Teleskops auf den Himmelspol kommt es zu einer Bildfelddrehung.

### Nachteile
Der Aufbau in Form einer parallaktischen Montierung bedeutet mitunter einen größeren mechanischen Aufwand. Durch die Schrägstellung der beiden Hauptachsen kann zudem das Fernrohr nicht mehr so einfach verstellt werden, wie man es zum Beispiel von einem Fotostativ gewohnt ist. Besonders im Meridian können sich Probleme ergeben: Beim Überschreiten des Südmeridians muss das Teleskop bei einigen Montierungen irgendwann von der West- in die Ostlage umgeschwenkt werden ( Meridianflip ), weil es sonst an der Montierung anschlägt oder seine Höhe und damit die Position des Okulars zu niedrig wird. Das unterbricht eine fortwährende Beobachtung, auch die Belichtung fotografischer Aufnahmen muss abgebrochen werden.
Am Nordmeridian, insbesondere in der Gegend des Pols, ergeben sich ähnliche Probleme, wenn eine bestimmte Position erreicht werden muss. Um ein Objekt, das sich dort in der Nähe des Pols nur wenige Winkelgrad entfernt zu einem anderen befindet, zu erreichen, muss eventuell bereits wieder umgeschwenkt werden. Bei Teleskopen mit seitlichem Einblick wie bei Newton-Teleskopen befindet sich der Einblick nach dem Umschwenken häufig in einer nicht mehr erreichbaren Position; es muss dann zusätzlich der Tubus (der Teleskopkörper) in den Rohrschellen verdreht werden.

### Parallaktische Montierungsarten und ihre Justierung
Für verschiedene Beobachtungsinstrumente wurden verschiedene Varianten der parallaktischen Montierung entwickelt:
1. Der Archetyp der deutschen Montierung wurde um 1820 von Joseph von Fraunhofer entwickelt. Insbesondere der große Refraktor für die Sternwarte Dorpat zeigt alle Merkmale der deutschen Montierung. Das Fernrohr wird senkrecht auf ein Achsenkreuz aus zwei rechtwinkligen Achsen gesetzt, wobei die Stundenachse mechanisch (zum Beispiel Uhrwerksantrieb mit Fliehkraftregler) oder mit einem Elektromotor angetrieben wird. Sie ist in der Amateurastronomie weit verbreitet.
2. Die Gabelmontierung mit Polhöhenwiege eignet sich besonders für kurz bauende Spiegelteleskope wie zum Beispiel das Schmidt-Cassegrain-Teleskop.
3. Bei der englischen Montierung wird die Rektaszensionsachse an zwei Punkten gelagert. Die Deklinationsachse schneidet diese Achse zwischen den beiden Lagerpunkten.
4. Die Rahmenmontierung, auch als englische Rahmenmontierung bezeichnet, wurde für besonders schwere Teleskope entwickelt.
5. Bei der Stützmontierung wird das Teleskop in keiner Richtung durch Teile der Montierung in seinen Bewegungsmöglichkeiten eingeschränkt.

Bei einigen dieser Montierungen befindet sich der Schwerpunkt des Teleskops oder Astrografen von vornherein im Schnittpunkt der beiden Achsen (Gabelmontierung, englische Rahmenmontierung und Hufeisenmontierung). Alle anderen Montierungen benötigen Ausgleichs- bzw. Gegengewichte, damit auch hier der Schwerpunkt aller beweglichen Teile im Achsenschnittpunkt zu liegen kommt.
Zur korrekten Ausrichtung der deutschen und anderer Montierungen wird bei kleineren mobilen Instrumenten manchmal ein Polsucher eingesetzt. Statt eines kleinen Teleskops genügt dafür auch ein dünnes Metallrohr, das nach dem Polarstern ausgerichtet wird. Ist der Einbau eines Polsuchers nicht möglich, kann man die Scheiner-Methode zur exakten Justierung heranziehen. Dabei wird beobachtet, ob die Sternbahn im Meridian des Instruments genau horizontal verläuft.
Bei stationären Instrumenten (auf Sternwarten oder früheren Zeitdiensten) werden zur genauen Orientierung der Stundenachse auch Miren verwendet.

Parallaktische Monierungen
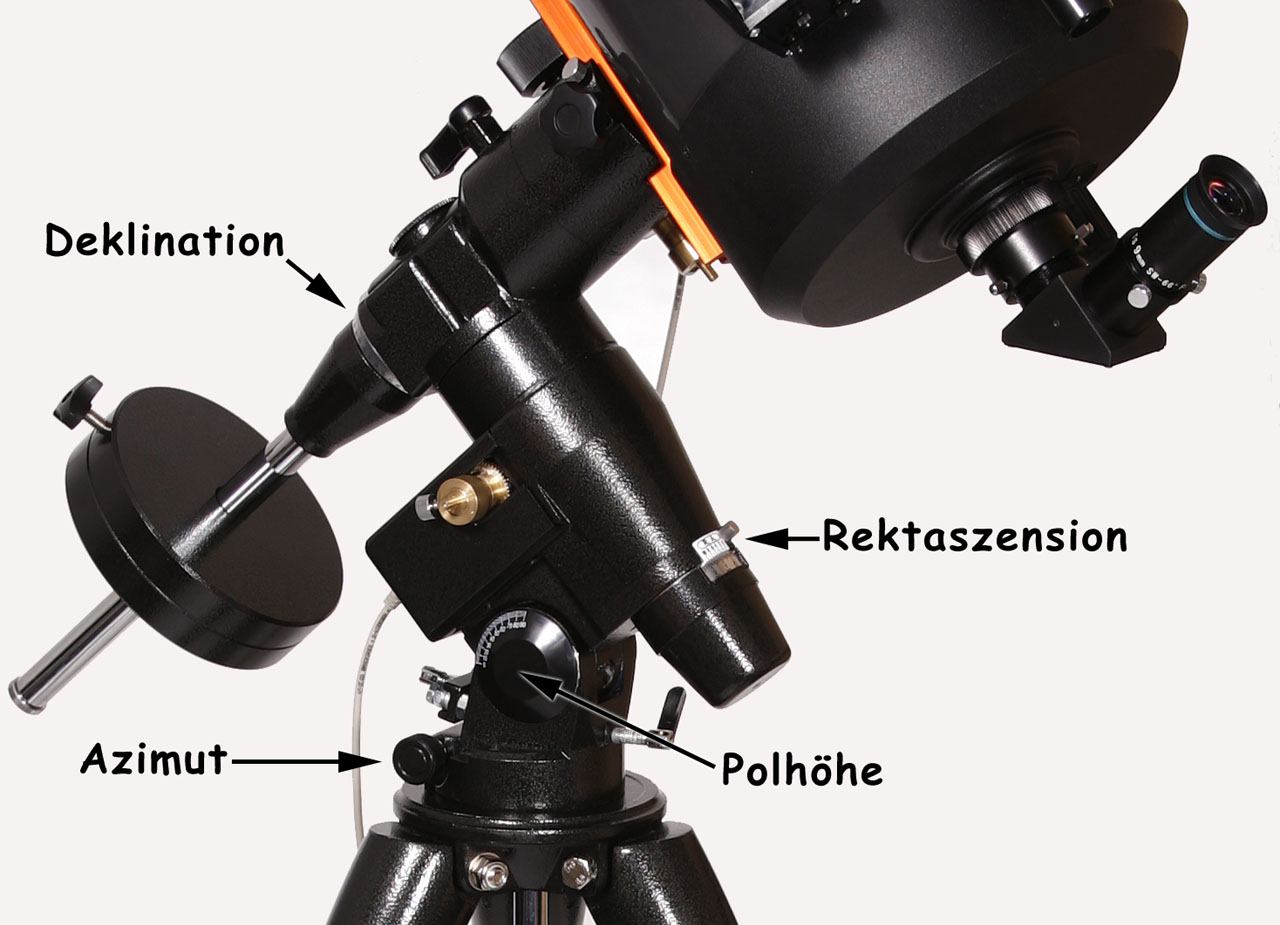
Parallaktische Montierung eines Amateurteleskops
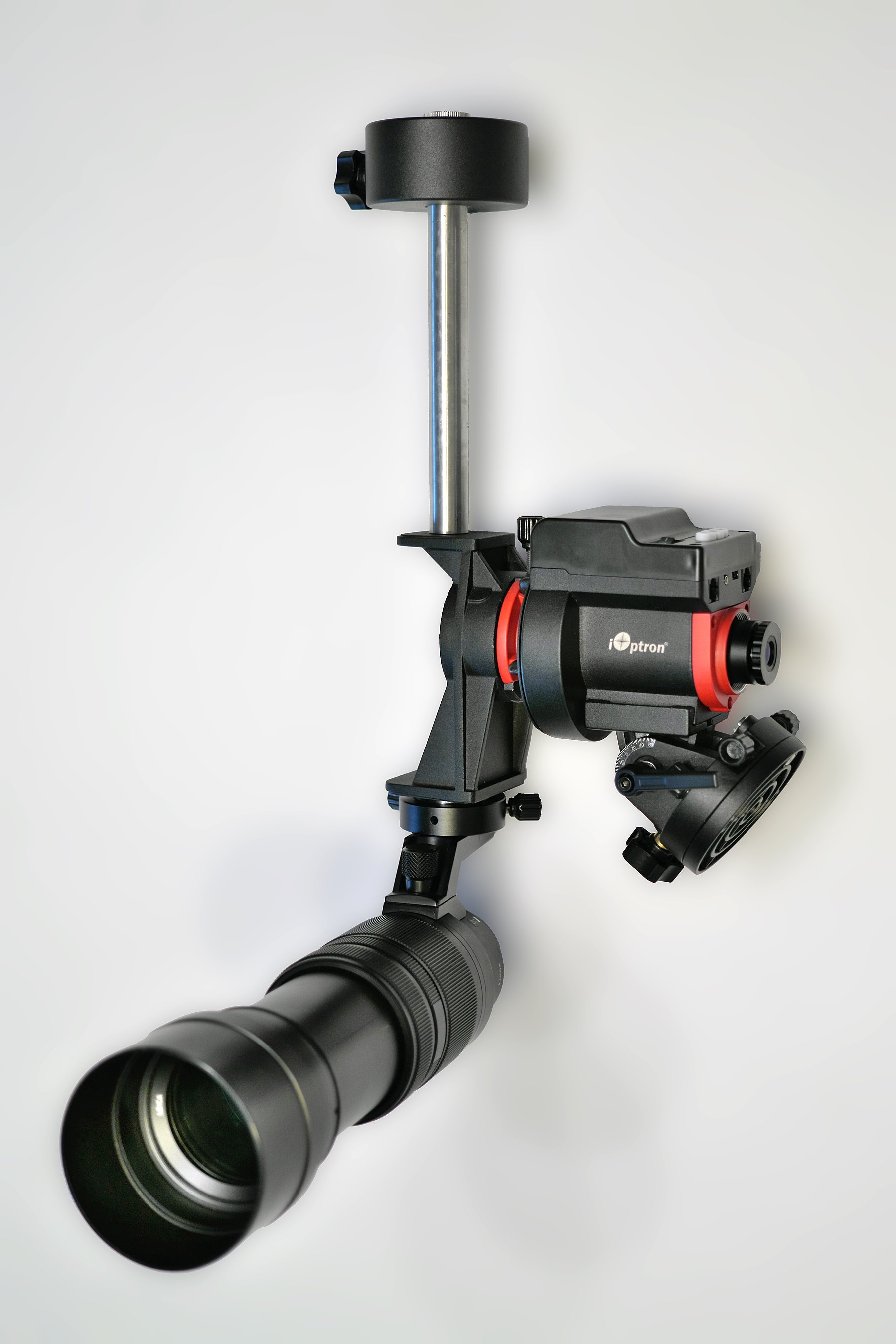
Akkubetriebene, motorgetriebene, deutsche Montierung mit Polsucher (rechts in der Mitte), Teleobjektiv (unten) und Gegengewicht (oben). Die justierbare Basis unter dem Okular des Polsuchers mit Dosenlibelle dient zur Befestigung und Ausrichtung auf einem Stativ.
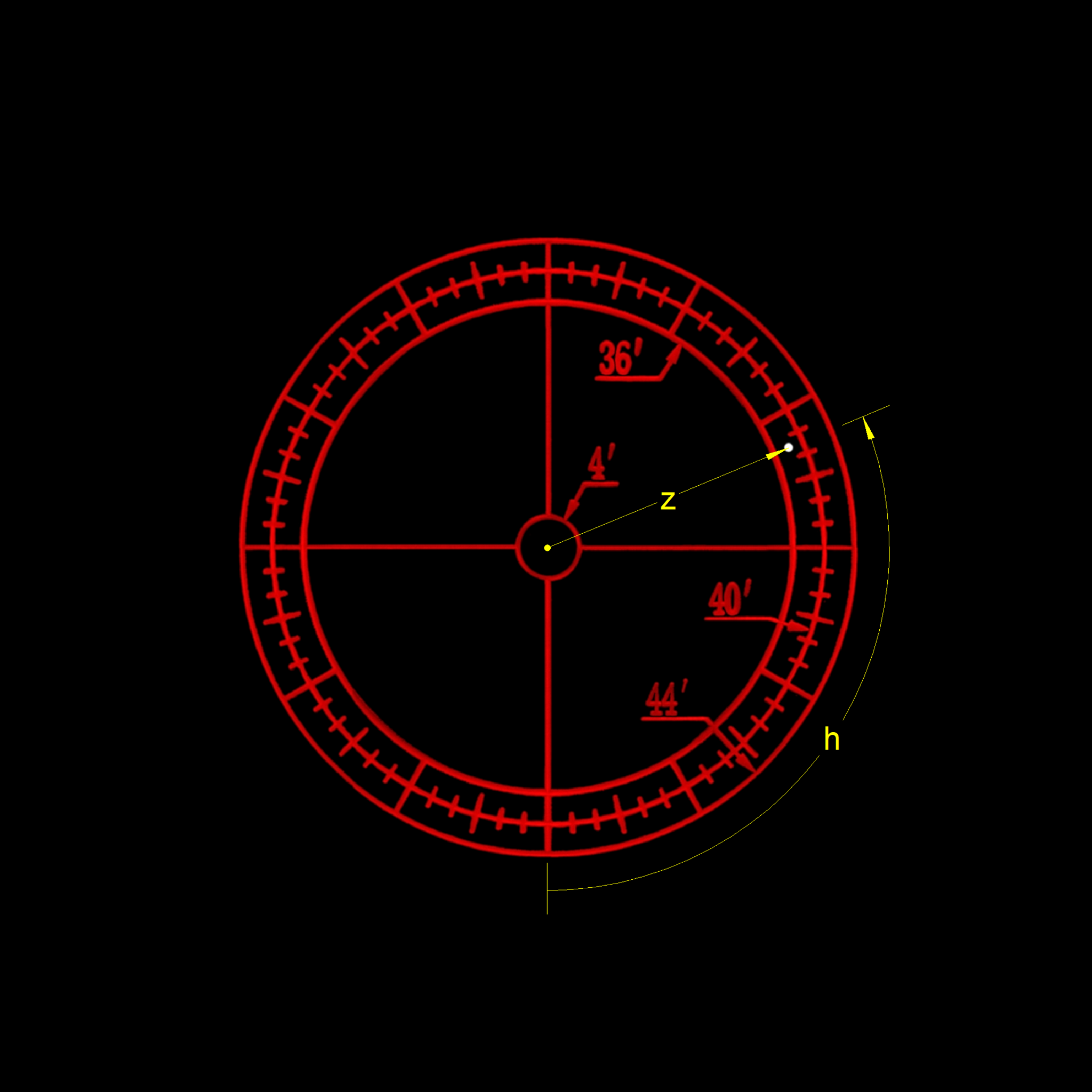
Messskala im Okular eines Polsuchers mit dem Polarstern bei einem Stundenwinkel von h = 7,5 Stunden und einer Zenitdistanz von z = 38 Bogenminuten.

### Selbstbau-Montierung

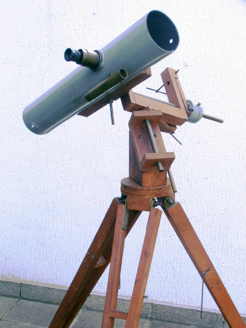
Hartholz-Montierung für ein 10-cm-Newton-Teleskop

Bei etwas handwerklichem Geschick ist auch der Selbstbau einer äquatorialen Montierung möglich. Das rechtsstehende Beispiel für ein 10-cm-Newton-Teleskop hat auch bei leichtem Wind eine Stabilität von rund 5" und erlaubt eine manuelle Nachführung von etwa einer halben Stunde. Für schwerere Montierungen aus Metall hat der Schweizer Astronom Hans Rohr sehr gute Konstruktionsunterlagen erstellt. Besonders einfach ist die „Barndoor“-Montierung, die im einfachsten Fall aus einer Gewindestange, einem Scharnier und zwei Brettern besteht.

## Azimutale Montierungen

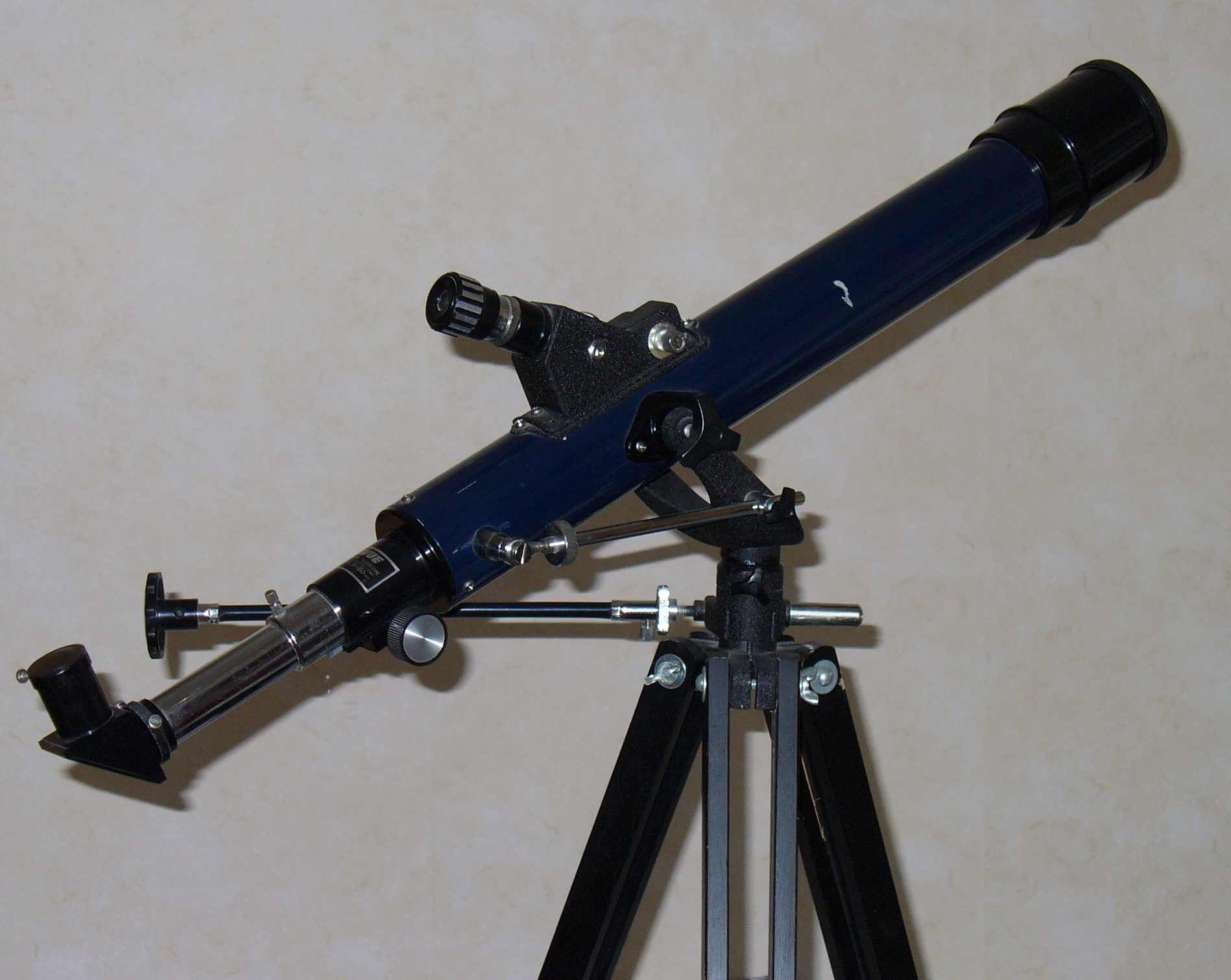
Azimutale Montierung eines Fernrohrs in Gabelmontierung mit Feineinstellungen in beiden Achsen

Azimutale Montierungen, auch alt-azimutale Montierung oder Altazimut genannt, haben eine vertikale Hauptachse (Stehachse), um die sich die gesamte Anlage drehen kann. Das Beobachtungsinstrument selbst lässt sich um eine horizontale Achse zwischen Horizont und Zenit schwenken. Diese Montierungen sind mechanisch einfacher und tragfähiger. Es muss aber in Kauf genommen werden, dass die Bewegungen um beide Achsen mit ständig veränderlichen Geschwindigkeiten erfolgen muss. Außerdem rotiert das Gesichtsfeld des Beobachtungsinstruments. Das heißt, für die Astrofotografie oder Messgeräte am Beobachtungsinstrument muss ebenfalls motorisch gedreht werden. Durch den Einsatz entsprechender Computertechnik können diese Steuerungsprobleme jedoch heute gelöst werden. Die größten Teleskopanlagen haben azimutale Montierungen.
Auch Gabelmontierungen sind azimutal ausgerichtet, können aber mit einer Polhöhenwiege nach- bzw. umgerüstet werden und sind dann parallaktisch ausgerichtet.
Es sind auch „Alt-Alt-Montierungen“ denkbar. Der Name ist abgeleitet von alt für Höhe (engl.: altitude). Die Hauptachse liegt horizontal. Das heißt, das Beobachtungsinstrument wird sowohl um diese Achse in der Höhe geschwenkt, als auch um eine zweite, senkrecht zur ersten verlaufenden Achse. Dieser Montierungstyp ist eher von theoretischem Interesse.

### Die Dobson-Montierung

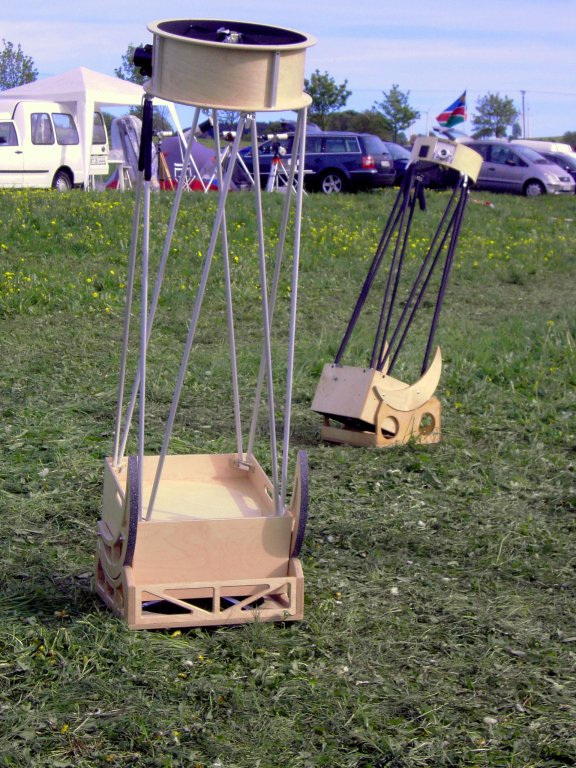
Azimutale Montierung – hier zwei Dobson-Teleskope

Die Dobson-Montierung ist eine sehr einfache Form der Azimutal-Montierung und wurde in den 1950er Jahren von John Dobson entwickelt. Der Grund für deren Entwicklung war, dass eine möglichst günstige Montierung für Teleskope mit großer Öffnung entstehen sollte. Für den astrofotografischen Bereich ist diese Form der Montierung nur mit einer Äquatorialplattform geeignet. Kurzzeitbelichtungen an Mond und Planeten (helle Objekte) sind mit Hilfe einer Digitalkamera auch ohne Nachführung möglich. Der nicht fixierte Tubus wird durch die am Okular befestigte Kamera allerdings so kopflastig, dass er mit Hilfe von Gewichten stabilisiert werden muss. Der Hauptvorteil dieser Montierung liegt im günstigen Preis, der kompakten Bauweise und der vergleichsweise hohen Stabilität. Siehe auch: Dobson-Teleskop.

## Äquatorialplattform
Die Äquatorialplattform ist eine Platte, auf die ein astronomisches Beobachtungsinstrument mit einer einfachen azimutalen Montierung aufgebaut wird. Die gesamte Plattform ist so gelagert, dass sie eine begrenzte Zeit lang wie eine langsam bewegte Wiege die Erddrehung ausgleichen kann. Äquatorialplattform und azimutale Montierung lassen also für eine begrenzte Zeit eine Nachführung des Beobachtungsinstruments zu. Eine Bildfelddrehung tritt dabei nicht auf, sodass in der Verbindung mit der Äquatorialplattform auch ein Dobson-Teleskop für die Astrofotografie geeignet ist.

## Hexapod-Montierungen
Die Hexapod-Montierung ist als reine Teleskopmontierung kaum in Gebrauch. Die Bewegung des Beobachtungsinstruments ergibt sich nicht durch Drehung um zwei Achsen, sondern durch die Längenveränderung von sechs Hydraulikzylindern. Die Anforderungen an die Präzision der längenveränderlichen Elemente ist sehr hoch, verglichen mit dem mechanischen Aufwand für eine andere Montierungsart.
Die Hexapod-Montierung hat den Vorteil, alle sechs Freiheitsgrade zu besitzen, ist in ihrem Bewegungsbereich aber relativ beschränkt. In herkömmlichen Teleskopen kann der Vorteil der Freiheitsgrade nicht genutzt werden. Sie wird daher vor allem zur Aufhängung von Sekundärspiegeln in sehr großen Teleskopen eingesetzt.
Ein Prototyp eines astronomischen Hexapod-Teleskops mit einem Hauptspiegeldurchmesser von 150 cm wurde von Krupp in Zusammenarbeit mit der Universität Bochum entwickelt. Von 1999 bis 2004 wurde es in Bochum ausgiebig getestet. Besonders die Entwicklung einer geeigneten Software erwies sich als kompliziert. Im Sommer 2004 wurde es abgebaut und nach Chile zum Cerro Armazones gebracht, einem Teleskopstandort der Universidad Católica del Norte, wo es für astronomische Beobachtungen durch die Bochumer Institute genutzt werden soll.